# Zora dalmatinska
Zora dalmatinska bio je prvi hrvatski preporodni književni časopis na hrvatskom jeziku koji je izlazio u Dalmaciji.
Dio dalmatinskog građanstva koji je prihvatio preporodne ideje sastajao se, razmjenjivao ideje i čitao preporodne časopise i novine. Aktivnosti tog dijela građanstva pojavačavaju se s vremenom, a ishod je i časopis Zora dalmatinska, koji počinje izlaziti 1844. u Zadru. 

## Pokretanje časopisa i suradnici
Za pokretanje časopisa najzaslužniji je Ante Kuzmanić. Na naslovnici prvog broja objavljena je pjesma Petra Preradovića „Zora puca, bit će dana”.
Zora dalmatinska prvi je preporodni časopis izvan Zagreba. Objavljivao je djela europskih pisaca, a na njegovim stranicama čitatelji su mogli pronaći i prijevode Homera, Dantea, Katula, recentnih romantičara i drugih. U Zori dalmatinskoj surađivali su brojni pripadnici zadarskog književnog kruga.

## Vanjske poveznice
- Zora dalmatinska